# Winter Sports and Pastimes of Coronado Beach
Winter Sports and Pastimes of Coronado Beach è un cortometraggio muto del 1912 diretto da Allan Dwan. È conosciuto anche con il titolo alternativo Coronado's New Years Day.

## Trama
Trama in (EN)  di Moving Picture World  su IMDb

## Produzione
Il film fu prodotto dall'American Film Manufacturing Company. Venne girato in California, a Coronado Beach.

## Distribuzione
Distribuito dalla Motion Picture Distributors and Sales Company, il film - un cortometraggio in una bobina - uscì nelle sale cinematografiche USA il 28 marzo 1912.